# الکساندر بوخاروف

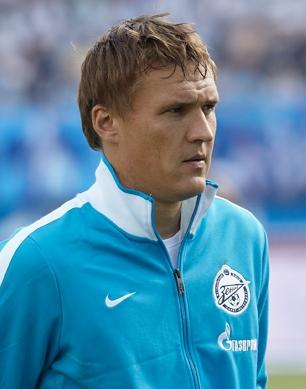
نگاره‌ای از الکساندر یوگنیویچ بوخاروف – ۲۰۱۱

الکساندر یوگنیویچ بوخاروف (به روسی: Александр Евгеньевич Бухаров؛ زادهٔ ۱۲ مارس ۱۹۸۵) بازیکن سابق فوتبال اهل روسیه است که در پست مهاجم بازی می‌کرد.